# Liste de ponts de Colombie
Cette liste de ponts de Colombie a pour vocation de présenter une liste de ponts remarquables de Colombie, tant par leurs caractéristiques dimensionnelles, que par leur intérêt architectural ou historique.

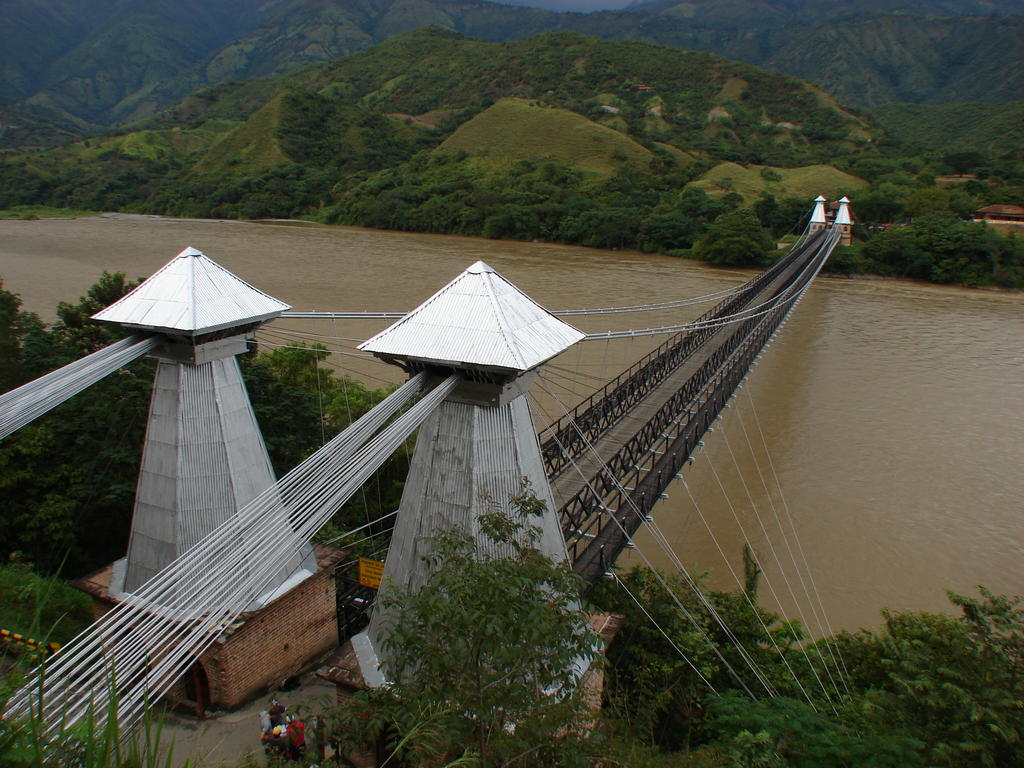
Le pont de l’Occident, plus grande portée de Colombie de 1895 à 2015.

La catégorie lien donne la classification de l'ouvrage parmi ceux présentés et propose un lien vers la fiche technique du pont sur le site Structurae, base de données et galerie internationale d'ouvrages d'art. La liste peut être triée selon les différentes entrées du tableau pour voir ainsi les ponts en arc ou les ouvrages les plus récents par exemple.
Les colonnes portée et longueur, exprimées en mètres indiquent respectivement la distance entre les pylônes de la travée principale et la longueur totale de l'ouvrage, viaducs d'accès compris.

## Ponts présentant un intérêt historique ou architectural
|                                               |   | Nom                                           | Distinction                                                               | Long. | Type                                       | Voie portée Voie franchie      | Date          | Localisation                                          | Département                  | Ref.  |
| --------------------------------------------- | - | --------------------------------------------- | ------------------------------------------------------------------------- | ----- | ------------------------------------------ | ------------------------------ | ------------- | ----------------------------------------------------- | ---------------------------- | ----- |
| Pont Rumichaca                                | 1 | Pont Rumichaca                                | Frontière Colombie - Équateur Monument national                           |       | Maçonnerie                                 | Pont piétonnier Río Carchi     |               | Ipiales 0° 48′ 55,1″ N, 77° 39′ 53,6″ O               | Nariño Équateur              | [ 1 ] |
| Pont de Calicanto                             | 2 | Pont de Calicanto                             | Monument national                                                         |       | Maçonnerie 1 arche                         | Río Morro                      | 1715          | Monguí 5° 43′ 25,5″ N, 72° 50′ 55,6″ O                | Boyacá                       | ,     |
| Pont de Boyacá                                | 3 | Pont de Boyacá                                | Déclaré symbole de l'indépendance de la Grande Colombie Monument national |       | Maçonnerie 1 arche plein cintre, dos d'âne | Pont piétonnier Río Teatinos   | XVIIIe siècle | Tunja 5° 27′ 01,9″ N, 73° 25′ 49,2″ O                 | Boyacá                       | [ 1 ] |
| Puente del Humilladero                        | 4 | Puente del Humilladero                        |                                                                           |       | Maçonnerie 6 arches                        | Carrera 6 Río Molino           | 1873          | Popayán 2° 26′ 38,7″ N, 76° 36′ 18,3″ O               | Cauca                        | [ 3 ] |
| Pont du Sanctuaire de Las Lajas               | 5 | Pont du Sanctuaire de Las Lajas               | Sanctuaire de Las Lajas                                                   |       | Maçonnerie 2 arches plein cintre           | Pont piétonnier Río Guáitara   | 1949          | Ipiales 0° 48′ 18,9″ N, 77° 35′ 09,9″ O               | Nariño                       |       |
| Pont Simón Bolívar                            | 6 | Pont Simón Bolívar                            | Frontière Colombie - Venezuela                                            | 315   | Poutres Béton précontraint                 | Route nationale 70 Río Táchira | 1962          | Cúcuta 7° 49′ 04,9″ N, 72° 27′ 04,6″ O                | Norte de Santander Venezuela |       |
| Pont José Antonio Páez                        | 7 | Pont José Antonio Páez                        | Frontière Colombie - Venezuela                                            |       | Treillis Acier                             | Río Arauca                     | 1967          | Arauca - État d'Apure 7° 05′ 19,6″ N, 70° 44′ 24,9″ O | Arauca Venezuela             |       |
| Pont des soupirs du sanatorium d'Agua de Dios | 6 | Pont des soupirs du sanatorium d'Agua de Dios | Monument national                                                         |       | Suspendu                                   | Río Bogotá                     |               | Agua de Dios 4° 26′ 50,5″ N, 74° 38′ 32,5″ O          | Cundinamarca                 | [ 1 ] |

## Grands ponts
Ce tableau présente les ouvrages ayant des portées supérieures à 100 mètres ou une longueur totale supérieure à 500 mètres (liste non exhaustive).
|                                       |    | Nom                                | Portée   | Long. | Type                                                                        | Voie portée Voie franchie                              | Date | Localisation                                          | Département         | Ref.   |
| ------------------------------------- | -- | ---------------------------------- | -------- | ----- | --------------------------------------------------------------------------- | ------------------------------------------------------ | ---- | ----------------------------------------------------- | ------------------- | ------ |
|                                       | 1  | Pont Pumarejo                      | 380      | 2247  | Haubané Tablier caisson béton, pylônes béton, suspension axiale             | Route nationale 90 Río Magdalena                       | 2019 | Barranquilla 10° 57′ 01,1″ N, 74° 45′ 23,2″ O         | Atlántico           | [ 4 ]  |
| Viaducto Provincial                   | 2  | Pont du Bicentenaire               | 292      | 551   | Haubané Pylônes béton, suspension axiale 129+292+129                        | Troncal Norte-sur Quebrada La Rosita                   | 2015 | Bucaramanga 7° 06′ 28,4″ N, 73° 07′ 49,1″ O           | Santander           | [ 5 ]  |
| Puente de Occidente                   | 3  | Pont de l’Occident                 | 287      |       | Suspendu Tablier acier, platelage bois                                      | Carrera K11 Santa Fe De Antioquia - Sopetran Río Cauca | 1894 | Santa Fe de Antioquia 6° 34′ 40,6″ N, 75° 47′ 53,8″ O | Antioquia           | [ 6 ]  |
|                                       | 4  | Pont Chirajara en construction     | 286      | 446   | Haubané Pylônes béton                                                       | Route nationale 40                                     |      | Guayabetal 4° 12′ 07,2″ N, 73° 47′ 46,1″ O            | Cundinamarca        | [ 7 ]  |
|                                       | 5  | Nouveau pont de Honda              | 247      | 405   | Haubané Tablier caisson béton, pylônes béton 79+247+79                      | Río Magdalena                                          | 2019 | Honda 5° 14′ 10,4″ N, 74° 43′ 38,1″ O                 | Tolima Cundinamarca | [ 8 ]  |
| Viaducto César Gaviria Trujillo       | 6  | Viaduc César Gaviria Trujillo      | 211      | 704   | Haubané Tablier mixte acier/béton, pylônes béton                            | Route nationale 29 C11 – K16 Río Otún                  | 1997 | Pereira 4° 49′ 03,1″ N, 75° 41′ 10,2″ O               | Risaralda           |        |
| Puente Guillermo Gaviria Correa       | 7  | Pont Guillermo Gaviria Correa      | 200      | 917   | Poutre-caisson Béton précontraint 100+200+100                               | Barrancabermeja - Yondó Río Magdalena                  | 2006 | Barrancabermeja - Yondó 7° 04′ 47,9″ N, 73° 53′ 44″ O | Santander Antioquia | [ 9 ]  |
|                                       | 8  | Pont Ospina Perez                  | 164      |       | Suspendu Tablier treillis acier, pylônes acier                              | Carrera 7 Río Magdalena                                | 1950 | Girardot 4° 17′ 17,7″ N, 74° 48′ 32,7″ O              | Cundinamarca        |        |
| Puente Pumarejo (Pont Laureano Gómez) | 9  | Pont Laureano Gómez démoli en 2020 | 140      | 1500  | Haubané Tablier caisson béton, pylônes et haubans béton 69+140+69           | Route nationale 90 Río Magdalena                       | 1974 | Barranquilla 10° 57′ 02,1″ N, 74° 45′ 27″ O           | Atlántico           | [ 10 ] |
| Puente de la Variante Ibagué          | 10 | Pont du contournement d'Ibagué     | 127      | 284   | Poutre-caisson Béton précontraint 63+127+63                                 | Route nationale 40 Río Combeima                        | 1998 | Ibagué 4° 24′ 17,2″ N, 75° 10′ 54,4″ O                | Tolima              | [ 11 ] |
| Viaducto Pipiral                      | 11 | Viaduc de Pipiral                  | 125 (x3) | 545   | Poutre-caisson Béton précontraint 62+125x3+62                               | Route nationale 40 (Autopista al Llano)                | 2002 | Villavicencio 4° 11′ 32,2″ N, 73° 43′ 00,4″ O         | Meta                | [ 12 ] |
| Puente de Peldar                      | 12 | Pont de Peldar                     | 121      | 242   | Haubané Monopylône, tablier caisson béton, pylône béton 120+60              | K48 C37S                                               | 2006 | Envigado 6° 10′ 25″ N, 75° 35′ 32,5″ O                | Antioquia           |        |
| Puente de la Gazapa                   | 13 | Pont de La Gazapa                  | 120      | 240   | Poutre-caisson Béton précontraint 60+120+60                                 | Calle 8N Río Pamplonita                                | 2008 | Cúcuta 7° 54′ 33,2″ N, 72° 28′ 55,5″ O                | Norte de Santander  |        |
| Puente Gilberto Echeverri Mejía       | 14 | Pont Gilberto Echeverri Mejía      | 108      | 560   | Haubané Tablier caisson béton, pylônes béton, suspension latérale et axiale | Calle 4 Sur Río Medellín Route nationale 25            | 2012 | Medellín 6° 12′ 13,9″ N, 75° 34′ 45,1″ O              | Antioquia           | ,      |
|                                       | 15 | Pont Carlos Lleras Restrepo        |          | 1064  | Poutres Béton précontraint                                                  | Río Cauca                                              | 1996 | Caucasia 7° 58′ 14,7″ N, 75° 11′ 17,9″ O              | Antioquia           |        |
| Puente Navarro                        | 16 | Pont Navarro                       |          | 167   | Cantilever Acier                                                            | Río Magdalena                                          | 1899 | Honda 5° 12′ 09,3″ N, 74° 43′ 59,7″ O                 | Tolima Cundinamarca | [ 15 ] |
| Puente Jose Ignacio Andrade           | 17 | Pont Jose Ignacio Andrade          |          |       | Suspendu Tablier treillis acier, pylônes acier                              | Route nationale 50 Río Magdalena                       |      | Honda 5° 12′ 23,6″ N, 74° 44′ 03,7″ O                 | Tolima Cundinamarca |        |